# Jim Sturgess
James Anthony Sturges (London, 1978. május 16. –) angol színész, énekes-dalszerző.
Első fontosabb szerepe a 2007-es Across the Universe – Csak a szerelem kell című zenés filmdrámában volt. Ezt követően olyan filmekben tűnt fel, mint a 21 – Las Vegas ostroma (2008), A szabadság határai (2009), az Út a szabadságba (2010) és a Felhőatlasz (2012).

## Fiatalkora
London Wandsworth kerületében született, de Surrey-ben nőtt fel. Gyerekkorában szenvedélyes gördeszkás volt, de a zene és a filmművészet is érdekelte: 15 évesen alapította első együttesét. 
Később Manchesterbe költözött és az University of Salford hallgatója lett, ahol médiatudományt és előadóművészetet tanult. Ekkor írta meg Buzzin’ című egyszemélyes műsorát, mely felkeltette egy ügynök érdeklődését, aki arra bátorította, hogy költözzön Londonba. Itt Saint Faith néven újabb együttest hozott létre és kisebb tévészerepeket, illetve reklámokat vállalt.

## Magánélete
2019-ben Olaszországban vette feleségül Dina Mousawi színházi producert.

## Filmográfia

### Film
| Év   | Magyar cím                                 | Eredeti cím                                   | Szerep                                                                                   | Magyar hang   |
| ---- | ------------------------------------------ | --------------------------------------------- | ---------------------------------------------------------------------------------------- | ------------- |
| 1994 | Magánórák                                  | The Browning Version                          | Bryant                                                                                   | Szőke András  |
| 2005 | Szócsövek                                  | Mouth to Mouth                                | Red                                                                                      |               |
| 2007 | Across the Universe – Csak a szerelem kell | Across the Universe                           | Jude Feeny                                                                               |               |
| 2008 | A másik Boleyn lány                        | The Other Boleyn Girl                         | George Boleyn                                                                            | Csőre Gábor   |
| 2008 | 21 – Las Vegas ostroma                     | 21                                            | Ben Campbell                                                                             | Hamvas Dániel |
| 2008 | IRA – Sétáló hullák                        | Fifty Dead Men Walking                        | Martin McGartland                                                                        | Rajkai Zoltán |
| 2009 | A szabadság határai                        | Crossing Over                                 | Gavin Kossef                                                                             | Hamvas Dániel |
| 2009 |                                            | Heartless                                     | Jamie Morgan                                                                             |               |
| 2010 | Út a szabadságba                           | The Way Back                                  | Janusz Wieszczek                                                                         | Varga Gábor   |
| 2010 | Az Őrzők legendája                         | Legend of the Guardians: The Owls of Ga'Hoole | Soren (hangja)                                                                           | Előd Álmos    |
| 2011 | Egy nap                                    | One Day                                       | Dexter Mayhew                                                                            | Szatory Dávid |
| 2012 |                                            | Ashes                                         | James                                                                                    |               |
| 2012 | Felhőatlasz                                | Cloud Atlas                                   | Adam Ewing / szegény szállóvendég / Megan apja / skót focidrukker / Hae-Joo Chang / Adam | Szatory Dávid |
| 2013 | Senki többet                               | La migliore offerta                           | Robert                                                                                   | Dévai Balázs  |
| 2013 |                                            | Upside Down                                   | Adam                                                                                     |               |
| 2014 | A simlis bankrabló                         | Electric Slide                                | Eddie Dodson                                                                             |               |
| 2014 | A Stonehearst Elmegyógyintézet             | Stonehearst Asylum                            | Edward Newgate                                                                           | Szabó Máté    |
| 2015 | A Heineken-emberrablás                     | Kidnapping Freddy Heineken                    | Cor van Hout                                                                             | Előd Álmos    |
| 2017 | Űrvihar                                    | Geostorm                                      | Max Lawson                                                                               | Hevér Gábor   |
| 2018 |                                            | JT LeRoy                                      | Geoffrey Knoop                                                                           |               |
| 2018 | Londoni pálya                              | London Fields                                 | Keith Talent                                                                             | Sarádi Zsolt  |
| 2019 | Berlin, szeretlek                          | Berlin, I Love You                            | Jared                                                                                    |               |
| 2022 |                                            | The Other Me                                  | Irakli                                                                                   |               |
| 2022 | Egyedül, kettesben                         | Alone Together                                | Charlie                                                                                  |               |
| 2024 |                                            | Apartment 7A                                  | Alan Marchand                                                                            | Hamvas Dániel |

### Televízió
| Év        | Magyar cím           | Eredeti cím             | Szerep            | Megjegyzések           |
| --------- | -------------------- | ----------------------- | ----------------- | ---------------------- |
| 1999      | A Vörös Pimpernel    | The Scarlet Pimpernel   | Erik              | 2 epizód               |
| 2000      |                      | Other People's Children | Barry             | 1 epizód               |
| 2001      |                      | Heartbeat               | Robert            | 1 epizód               |
| 2001      |                      | The Residents           | Banjo             | 1 epizód               |
| 2001      |                      | Hawkins                 | bolti asszisztens | tévéfilm               |
| 2002      |                      | The Quest               | Charlie fiatalon  | 1 epizód               |
| 2002      |                      | Judge John Deed         | Gary Patterson    | 1 epizód               |
| 2003      |                      | A Touch of Frost        | Laurence Burrell  | 1 epizód               |
| 2003      |                      | Rehab                   | Daryll            | tévéfilm               |
| 2003      |                      | Thursday the 12th       | Martin Bannister  | tévéfilm               |
| 2004      |                      | The Second Quest        | Charlie fiatalon  | tévéfilm               |
| 2004      |                      | The Final Quest         | Charlie fiatalon  | tévéfilm               |
| 2005      |                      | The Last Detective      | Ryan              | 1 epizód               |
| 2016      | Közel az ellenséghez | Close to the Enemy      | Callum Ferguson   | minisorozat (7 epizód) |
| 2016      |                      | Feed the Beast          | Dion Patras       | főszereplő (10 epizód) |
| 2017      | Gyilkos nap          | Hard Sun                | Charlie Hicks     | minisorozat (6 epizód) |
| 2020–2021 |                      | Home Before Dark        | Matthew Lisko     | főszereplő (20 epizód) |

## Fordítás
- Ez a szócikk részben vagy egészben  a   Jim Sturgess című angol Wikipédia-szócikk fordításán alapul.  Az eredeti cikk szerkesztőit annak laptörténete sorolja fel. Ez a jelzés csupán a megfogalmazás eredetét és a szerzői jogokat jelzi, nem szolgál a cikkben szereplő információk forrásmegjelöléseként.